# Aleksandr Loukianov
Pour les articles homonymes, voir Loukianov.
Aleksandr Loukianov (en russe : Александр Викторович Лукьянов, Aleksandr Viktorovitch Loukianov), né le 19 août 1949 à Moscou, est un rameur soviétique de nationalité russe.
À l'exception des Jeux olympiques de 1984, boycottés par l'URSS, il participe aux Jeux de 1976 à ceux de 2000, sauf ceux de 1992 à Barcelone, comme barreur des équipages soviétiques, puis russes.
En 1976, il remporte la médaille d'or dans le quatre avec barreur. Lors des Jeux suivants, il remporte la médaille d'argent du deux avec barreur.